# 植田謙輔
植田 謙輔（うえだ けんすけ、1860年9月13日（万延元年7月28日） - 1927年（昭和2年）2月3日）は、日本の篤農家、政治家（山口県豊浦郡彦島村長）、実業家。彦島電気取締役。族籍は山口県平民。大彦島建設第一の功労者であった。

## 人物
長門国彦島（現・山口県下関市）出身。植田藤左衛門の長男。第2代村長田代寅次郎に用いられて1890年、助役に就職し、1891年、第3代村長の要職に就いた。一意村治のために村長として約30年の永きにわたり心血を注いだ。
郡の町村長会副会長となり、種々な公的名誉職に関与した。自治功労者として表彰された。『彦島大観』で「彦島の元勲として崇敬すべき歴史的人物である。」と紹介されている。住所は山口県豊浦郡彦島村。

## 家族・親族
植田家
- 父・藤左衛門（1835年 - ?、豪農[1]、山口平民[4]）
- 妹
  - ヒサコ[4]
  - タツ[4]
  - サカ（富田民蔵の長男の妻）[4]
- 妻・トナ（1873年 - ?、山口、富田松蔵の妹）[4]
- 長女・チヨ（1890年 - ?、分家）[4]
- 男（1893年 - ?）[4]
- 三女・アサコ（1898年 - ?、富田チヨの指定相続人となる）[4]
- 男・忠雄（1900年 - ?）[4]
- 女・キクエ（1904年 - ?）[4]
- 四男・勇[4]（1905年 - ?、彦島町老郵便局長）[5] - 兄・忠雄の後を相続することになっていたが、後都合あって老郵便局長・植田政亮を承継した[5]。
- 女・シツコ（1907年 - ?）[4]
- 五男（1913年 - ?）[4]